# Cratere Chamba
Chamba  è un cratere sulla superficie di Marte.